# Hrabstwo Walker (Alabama)
Walker – hrabstwo w stanie Alabama w USA. Populacja liczy 70 713 mieszkańców (stan według spisu z 2000 roku).
Powierzchnia hrabstwa to 2086 km². Gęstość zaludnienia wynosi 34 osób/km².

## Miejscowości
- Carbon Hill
- Cordova
- Dora
- Eldridge
- Jasper
- Nauvoo
- Sumiton
- Sipsey
- Kansas
- Oakman
- Parrish